# 3 septembre
Pour les articles homonymes, voir Trois-Septembre.
3 août 3 octobre
Chronologies thématiques
- Croisades
- Ferroviaires
- Sports
- Disney
- Anarchisme
- Catholicisme

Abréviations / Voir aussi
- (° 1852) = né en 1852
- († 1885) = mort en 1885
- a.s. = calendrier julien
- n.s. = calendrier grégorien
- Calendrier
- Calendrier perpétuel
- Liste de calendriers
- Naissances du jour

Le 3 septembre est le 246e jour de l'année du calendrier grégorien, 247e lorsqu'elle est bissextile (il en reste ensuite 119).
C'était généralement le 17 fructidor du calendrier républicain français, officiellement dénommé jour de la cardère.

## Événements

### Vesiècleav. J.-C.
- 401 av. J.-C. (ou en octobre) : victoire d'Artaxerxès II sur Cyrus le Jeune lors d'une bataille fratricide à Counaxa, en actuel Irak alors sous domination persane.

### IVesiècle
- 301 : fondation de Saint-Marin (dans la péninsule italienne).

### VIesiècle
- 590 : élection du pape Grégoire Ier.

### IXesiècle
- 863 : bataille de Poson (guerres arabo-byzantines).

### XIIesiècle
- 1189 : couronnement du roi d'Angleterre Richard Cœur de Lion.

### XIIIesiècle
- 1260 : bataille d'Aïn Djalout (invasions mongoles).

### XVIIesiècle
- 1643 : bataille de Carthagène (guerre de Trente Ans).
- 1650 : victoire anglaise à la bataille de Dunbar (guerre anglo-écossaise).
- 1651 : victoire anglaise à la bataille de Worcester (guerre anglo-écossaise).
- 1666 : fondation de la Ville de Charleroi, actuellement[C'est-à-dire ?] dans la province de Hainaut, en Belgique[1].

### XVIIIesiècle
- 1783 : 
  - traité de Paris, mettant un terme à la guerre d'indépendance des États-Unis, consacrant la victoire des alliés américains, français et espagnols.
  - signature du traité de Versailles.
- 1791 : l'Assemblée constituante vote la Constitution qui institue en France une monarchie constitutionnelle.
- 1795 : combat de la Bataillère (troisième chouannerie).
- 1796 : Bataille de Wurtzbourg (guerre de la première coalition).
- 1798 : début de la bataille de St George's Caye, lors de la Deuxième coalition.

### XIXesiècle
- 1843 : coup d'État en Grèce.
- 1856 : affaire de Neuchâtel.
- 1878 : le naufrage du Princess Alice fait plus de 600 morts.
- 1897 : naissance de l'Organisation sioniste mondiale.

### XXesiècle
- 1934 : assignation à résidence de Habib Bourguiba.
- 1939 : 
  - déclarations de guerre, par la France et le Royaume-Uni, à l'Allemagne.
  - dimanche sanglant de Bydgoszcz, en Pologne.
- 1941 : premier usage du Zyklon B sur les prisonniers soviétiques, dans le Block 11 d'Auschwitz.
- 1943 : 
  - début de l'opération Avalanche (Seconde Guerre mondiale).
  - Signature secrète de l'armistice de Cassibile.
- 1944 : Anne Frank est déportée, dans le dernier convoi de Westerbork vers Auschwitz.
- 1953 : entrée en vigueur de la Convention européenne des droits de l'homme.
- 1967 : la Suède adopte la conduite à droite, lors du Dagen H.
- 1971 : indépendance du Qatar.
- 1981 : entrée en vigueur de la Convention sur l'élimination de toutes les formes de discrimination à l'égard des femmes.
- 1996 : déclenchement de l'opération Desert Strike, contre l'Irak.

### XXIesiècle
- 2004 : fin de la prise d'otages de Beslan, qui aura fait plus de 300 morts.
- 2010 : accident du vol 6 UPS Airlines.
- 2016 : la Chine et les États-Unis ratifient l'accord de Paris sur le climat.
- 2017 : essai nucléaire nord-coréen.
- 2020 : en Jamaïque, les élections législatives ont lieu afin de renouveler les 63 membres de la Chambre des représentants du pays. le Parti travailliste, au pouvoir depuis cinq ans, remporte le scrutin[2].

## Arts, culture et religion
- 1612 : mariage des parents de Cyrano de Bergerac, en l'église Saint-Gervais-Saint-Protais de Paris.
- 1914 : élection du pape Benoît XV.
- 1980 : sortie du film Loulou, de Maurice Pialat.
- 1996 : Début de la diffusion de Kangoo, la série d'animation de Thibaut Chatel sur TF1 dans Salut les Toons.
- 1997 : Début de la diffusion de la série d'animation Les Petites Sorcières sur TF1 dans TF! Jeunesse.
- 2000 : béatifications de Pie IX et de Jean XXIII.

## Sciences et techniques
- 1928 : Alexander Fleming découvre la pénicilline.
- 1976 : la sonde Viking 2 atterrit sur Mars.
- 2006 : la sonde SMART-1 s’écrase comme prévu sur la Lune.
- 2017 : Fiodor Iourtchikhine, Jack Fischer (expéditions 51-52) et Peggy Whitson (expéditions 50-51-52) reviennent sur Terre depuis l'ISS ; plusieurs records sont battus.

## Économie et société
- 1875 : le juge Isaac Parker fait pendre ses six premiers hors-la-loi.
- 1995 : création d'eBay[3].

## Naissances

### Xesiècle
- 905 : Constantin VII Porphyrogénète, empereur byzantin († 9 novembre 954).

### XIesiècle
- 1034 : Go-Sanjō, empereur du Japon († 15 juin 1073).

### XVIesiècle
- 1568 : Adriano Banchieri, compositeur italien († 1634).

### XVIIesiècle
- 1611 : Toussaint Rose, magistrat français, président de la Chambre des comptes de Paris, secrétaire de Mazarin puis de Louis XIV, puis élu à l'Académie française au fauteuil no 2 († 6 janvier 1701).
- 1643 : Lorenzo Bellini, anatomiste italien († 8 janvier 1704).
- 1664 : Paul Sigismond de Montmorency-Luxembourg, militaire français († 28 octobre 1731).
- 1685 : Everard Otto, jurisconsulte, professeur d'université et écrivain allemand († 20 juillet 1756).
- 1695 : Pietro Locatelli, musicien italien († 30 mars 1764).

### XVIIIesiècle
- 1704 : Joseph de Jussieu, botaniste français († 11 avril 1779).
- 1707 : Johann-Peter Süssmilch, pasteur et démographe prussien († 22 mars 1767).
- 1710 : Abraham Trembley, naturaliste suisse († 12 mai 1784).
- 1724 : Guy Carleton, militaire et administrateur colonial britannique († 10 novembre 1808).
- 1728 : Matthew Boulton, industriel britannique († 18 août 1809).
- 1734 : Joseph Wright of Derby, peintre britannique († 29 août 1797).
- 1735 : Jérôme Champion de Cicé, prélat et homme politique français († 19 août 1810).
- 1736 : Matthias Klostermayr, voleur allemand († 6 septembre 1771).
- 1744 : Henri Admirat, assassin français († 17 juin 1794).
- 1745 : Charles Victor de Bonstetten, homme de lettres suisse († 3 février 1832).
- 1750 : 
  - Jacques-François Menou, militaire français († 3 août 1810).
  - Arthur Dillon, militaire français († 13 avril 1794).
- 1757 : Charles-Auguste de Saxe-Weimar-Eisenach, prince allemand († 14 juin 1828).
- 1765 : Jean Conan, écrivain français († 18 décembre 1834).
- 1766 : Charles de Lacretelle, avocat, journaliste et historien français († 26 mars 1855).
- 1780 : Heinrich Christian Schumacher, astronome allemand († 28 décembre 1850).
- 1781 : Eugène de Beauharnais, vice-roi d'Italie († 21 février 1824).
- 1782 : Christian Ludwig Nitzsch, zoologiste allemand († 16 août 1837).
- 1790 : Louis-Claude Malbranche, peintre et lithographe français († 4 novembre 1838).
- 1791 : John Curtis, entomologiste et artiste britannique († 6 octobre 1862).

### XIXesiècle
- 1801 : Hermann von Meyer, géologue et paléontologue allemand († 21 avril 1869)
- 1805 : 
  - Jules Leroux, imprimeur et homme politique français († 7 novembre 1883).
  - Isaac S. Pennybacker juriste et homme politique américain († 12 janvier 1847).
- 1806 : Charles Lassailly, écrivain français († 14 juillet 1843).
- 1810 :
  - Ferdinand-Philippe, duc d'Orléans († 13 juillet 1842).
  - Paul Kane, peintre irlandais († 20 février 1871).
- 1814 : James Joseph Sylvester, mathématicien et géomètre britannique († 13 mars 1897).
- 1818 : Karl von Vogelsang, journaliste autrichien († 8 novembre 1890).
- 1822 : Gabriel Milin, écrivain français († 27 décembre 1895).
- 1823 : Nevil Story Maskelyne, photographe et homme politique britannique († 20 mai 1911).
- 1829 : Adolph Fick, physiologiste et ophtalmologiste allemand († 21 août 1901).
- 1836 : Sara Plummer Lemmon, botaniste américaine († 15 janvier 1923).
- 1840 : Léon Gérard, homme politique belge († 29 avril 1922).
- 1851 : Olga Constantinovna de Russie, reine de Grèce, épouse du roi Georges Ier († 18 juin 1926).
- 1856 : Louis Sullivan, architecte américain († 14 avril 1924).
- 1859 : Jean Jaurès, homme politique français († 31 juillet 1914).
- 1860 : Jan Willem Bowdewyn Gunning, zoologiste sud-africain († 23 juin 1913).
- 1863 : Hans Aanrud, écrivain norvégien († 11 janvier 1953).
- 1867 : Oskar Neumann, ornithologue allemand († 17 mai 1946).
- 1869 : 
  - Fritz Pregl, chimiste autrichien, Prix Nobel de chimie en 1923 († 13 décembre 1930).
  - Miloje Vasić, archéologue serbe († 4 novembre 1956).
- 1870 : Maurice Viollette, homme politique français († 9 septembre 1960).
- 1874 : Carl Stormer, physicien norvégien († 13 août 1957).
- 1875 : Ferdinand Porsche, ingénieur autrichien, concepteur de la Volkswagen Coccinelle († 30 janvier 1951).
- 1877 : Jean-Marie Perrot, homme d'Église français († 12 décembre 1943).
- 1878 : 
  - Dorothea Douglass Chambers, joueuse de tennis britannique († 7 janvier 1960).
  - Hanuš Jelínek, écrivain, poète et traducteur tchèque († 28 avril 1944).
- 1882 : 
  - Johnny Douglas, joueur de cricket britannique († 19 septembre 1930).
  - Max Vollmberg, peintre allemand († 1930).
- 1884 : Solomon Lefschetz, mathématicien américain († 5 octobre 1972).
- 1887 : Max Brauer, homme politique allemand († 2 février 1973).
- 1888 : Nereu de Oliveira Ramos, avocat et homme politique brésilien († 16 juin 1958).
- 1890 : Patrick H. O'Malley Jr., acteur américain († 21 mai 1966).
- 1894 : Marie Dubas, chanteuse et comédienne française († 21 février 1972).
- 1896 : Yvonne Boachon-Joffre, romancière française († 27 mars 1975).
- 1897 : 
  - Sally Benson, scénariste américaine († 19 juillet 1972).
  - Cecil Parker, acteur britannique († 20 avril 1971).
  - Francisco Mignone, compositeur brésilien († 19 février 1986).
- 1898 : 
  - André Meyer, banquier français († 9 septembre 1979).
  - Alves dos Reis, faussaire portugais († 9 juillet 1955).
- 1899 : Frank Macfarlane Burnet, virologue australien, Prix Nobel de physiologie ou médecine en 1960 († 31 août 1985).
- 1900 : 
  - Maurice Dobb, économiste britannique († 17 août 1976).
  - Urho Kekkonen, homme politique finlandais († 31 août 1986).

### XXesiècle
- 1901 :
  - Eduard van Beinum, chef d'orchestre néerlandais († 13 avril 1959).
  - Jules Ramarony, homme politique français († 21 octobre 1994).
- 1902 :
  - Christiane Delyne, actrice française († 17 avril 1960).
  - Mantan Moreland, acteur américain († 28 septembre 1973).
- 1903 : Georges Flamant, acteur français († 23 juillet 1990).
- 1904 :
  - Pierre Ferri, homme politique français († 23 novembre 1993).
  - André Jacquemin, peintre et graveur français († 18 septembre 1992).
- 1905 : Carl David Anderson, physicien américain, Prix Nobel de physique en 1936 († 11 janvier 1991).
- 1907 : Loren Eiseley, anthropologue américain († 9 juillet 1977).
- 1908 :
  - Matthew Black, théologien britannique († 2 octobre 1994).
  - Lev Pontriagine, mathématicien soviétique († 3 mai 1988).
  - Salim, peintre indonésien († 13 octobre 2008).
- 1910 : Maurice Papon, homme politique français († 17 février 2007).
- 1912 : Robert Chazal, critique de cinéma français († 12 avril 2002).
- 1913 : Alan Ladd, acteur américain († 29 janvier 1964).
- 1915 :
  - Jacinto Barquín Rivero, joueur international cubain de football, défenseur (mort à une date inconnue).
  - Knut Nystedt, musicien et chef de chœur norvégien († 8 décembre 2014).
  - Américo Paredes, écrivain américain († 5 mai 1999).
  - Memphis Slim, musicien américain († 24 février 1988).
  - Enrico Zoffoli, religieux, philosophe et théologien italien († 16 juin 1996).
- 1916 : Doug Bentley, hockeyeur canadien († 24 novembre 1972).
- 1917 : Robert Truax, ingénieur américain († 17 septembre 2010).
- 1918 : 
  - David P. Harmon, scénariste et producteur américain († 28 août 2001).
  - Helen Wagner, actrice américaine († 1er mai 2010).
- 1920 :
  - Chabuca Granda, chanteuse péruvienne († 8 mars 1983).
  - Marguerite Higgins, journaliste américaine († 3 janvier 1966).
  - Raymond Mulinghausen, sportif français spécialiste du plongeon, de la boxe et du football († 19 février 2009).
- 1921 : Ruth Orkin, photographe américaine († 16 janvier 1985).
- 1922 :
  - Motomu Ida, cinéaste japonais.
  - Burt Kennedy, cinéaste et acteur américain († 15 février 2001).
- 1923 : Terry Wilson, acteur américain († 30 mars 1999).
- 1924 :
  - Guy Chanfrault, homme politique français († 21 mai 2005).
  - Henri Debluë éditeur et écrivain suisse († 14 octobre 1988).
- 1925 :
  - Wally Albright, acteur américain († 7 août 1999).
  - Ángel González, poète espagnol († 12 janvier 2008).
  - Bengt Lindström, artiste suédois († 29 janvier 2008).
  - Claude Pourtout, carrossier automobile français († 20 juin 2004).
- 1926 :
  - Alison Lurie, romancière et universitaire américaine († 3 décembre 2020).
  - Richard Markowitz, compositeur américain († 6 décembre 1994).
- 1927 :
  - Alès Adamovitch, écrivain biélorusse († 26 janvier 1994).
  - André Fourié, militaire français († 13 décembre 1953).
- 1928 :
  - Marianne Kiefer, actrice allemande († 4 janvier 2008).
  - Gaston Thorn, homme politique luxembourgeois († 26 août 2007).
  - Pierre Troisgros, cuisinier français († 23 septembre 2020).
- 1929 :
  - James J. Bulger, criminel américain († 30 octobre 2018).
  - Carlo Clerici, coureur cycliste suisse († 28 janvier 2007).
  - Irène Papas, actrice grecque († 14 septembre 2022).
  - Armand Vaillancourt, sculpteur canadien.
- 1930 : Irina Ionesco, photographe française († 25 juillet 2022).
- 1931 :
  - Samir Amin, écrivain franco-égyptien († 12 août 2018).
  - Albert DeSalvo, tueur en série américain († 25 novembre 1973).
  - Paulo Maluf, homme politique brésilien.
  - Dick Motta, entraîneur de basket-ball américain.
  - Fritz J. Raddatz, écrivain allemand († 26 février 2015).
  - Guy Spitaels, homme politique belge († 21 août 2012).
- 1932 :
  - José Barrense-Dias, guitariste brésilien.
  - Eileen Brennan, actrice américaine († 28 juillet 2013).
  - Héctor Angulo, compositeur cubain († 13 avril 2018).
- 1933 :
  - Jeffrey Goldstone, physicien britannique.
  - Pierre Maguelon, comédien français († 10 juillet 2010).
- 1934 :
  - Xavier Darasse, musicien français († 24 novembre 1992).
  - Freddie King, chanteur américain († 28 décembre 1976).
  - Lucien Muller, footballeur et entraîneur français.
  - Eugene Sawyer, homme politique américain († 19 janvier 2008).
- 1936 :
  - Zine el-Abidine Ben Ali, président de la république tunisienne de 1987 à 2011 († 19 septembre 2019).
  - Kazuo Umezu, dessinateur japonais.
- 1937 : 
  - Henri Czarniak, acteur français († 2 mars 1986).
  - Euan Geddes, pair et homme politique conservateur britannique.
- 1938 : 
  - Caryl Churchill, dramaturge britannique.
  - Ryōji Noyori, chimiste japonais, prix Nobel de chimie en 2001.
- 1939 : 
  - Vivi Bak, chanteuse, actrice, animatrice de télévision et écrivain danoise († 22 avril 2013).
  - Christian Barbier (Christian Philippe Espitalier, dit), animateur français de radio († 4 août 2022).
- 1940 :
  - Eduardo Galeano, écrivain et journaliste uruguayen († 13 avril 2015).
  - Maxime Gremetz, homme politique français.
  - Macha Méril (princesse Maria-Magdalena Vladimirovna Gagarin(e) ou Gagarina dite), actrice française.
- 1941 : Jean-Claude Lattès, éditeur français († 27 janvier 2018).
- 1942 :
  - Bernadette Suau, archiviste paléographe française († 8 décembre 2013).
  - Al Jardine (Alan Charles Jardine dit), musicien américain, guitariste du groupe The Beach Boys.
- 1943 : Valerie Perrine, actrice et mannequin américain.
- 1944 : Sherwood C. Spring, astronaute américain.
- 1945 : Nicolaï Krivtsov, scientifique russe († 25 novembre 2011).
- 1946 :
  - Minoru Arakawa, dirigeant d'entreprise japonais.
  - Brian Ashton, sélectionneur de l'équipe anglaise de rugby à XV.
  - Gilbert Coullier, producteur de musique français.
  - Doug Hegdahl, militaire américain.
  - René Pijnen, coureur cycliste néerlandais.
- 1947 :
  - Kjell Magne Bondevik, théologien et homme politique norvégien.
  - Michael Fray, athlète jamaïcain († 6 novembre 2019).
  - Gérard Houllier, entraîneur français de football (Liverpool, Olympique lyonnais, équipes de France) et directeur technique national (DTN) à la FFF († 14 décembre 2020).
- 1948 :
  - Don Brewer (en), musicien et chanteur américain du groupe Grand Funk Railroad.
  - Éva Darlan (Éva Osty dite), actrice française.
  - Levy Mwanawasa, président de la République de Zambie († 19 août 2008).
- 1949 :
  - Pierre VII Papapetrou d'Alexandrie, patriarche orthodoxe chypriote († 11 septembre 2004).
  - Gilles Béhat, réalisateur et scénariste français.
  - Volker Kauder, homme politique allemand.
  - José Pekerman, entraîneur de football argentin.
- 1950 : Jean-Pierre Abelin, homme politique français.
- 1951 : Anthony Correa, acteur américain.
- 1952 : François Emmanuel, écrivain belge.
- 1953 : Jean-Pierre Jeunet, réalisateur français.
- 1954 : Jaak Uudmäe, athlète estonien, champion olympique du triple-saut.
- 1955 :
  - Steve Jones, musicien britannique, guitariste du groupe The Sex Pistols.
  - Laurent Malet, acteur français.
  - Pierre Malet, acteur français.
  - Bernard Viviès, joueur de rugby français.
- 1956 : Michel Coutin, joueur français de rugby à XV.
- 1959 : Cocoa Tea, chanteur jamaïcain.
- 1960 :
  - Perry Bamonte, musicien britannique du groupe The Cure.
  - Luc Barthassat, homme politique suisse.
- 1962 : Guy Matondo Kingolo, homme politique congolais.
- 1963 :
  - Muriel Hermine, nageuse française de natation synchronisée.
  - Amber Lynn, actrice américaine.
  - Mike Wallace, homme politique canadien.
- 1964 :
  - Adam Curry, animateur de radio, télévision et internet américano-néerlandais.
  - Holt McCallany, acteur américain.
- 1965 :
  - Vilborg Davíðsdóttir, écrivain et journaliste islandaise.
  - Stefan Dohr, corniste allemand.
  - Costas Mandylor, acteur australien.
  - Charlie Sheen, acteur américain.
- 1966 : Robert Wangila, boxeur kényan, champion olympique († 24 juillet 1994).
- 1967 :
  - Luc Brunschwig, scénariste de bandes dessinées français.
  - Chris Gatling, basketteur américain.
  - Marc Joulaud, homme politique français.
  - Joane Labelle, auteure-compositrice-interprète québécoise.
  - Replicant (Alexandre Azaria dit), compositeur de musiques de film français.
- 1968 : Christophe Mengin, coureur cycliste français.
- 1969 :
  - Noah Baumbach, réalisateur américain.
  - John Fugelsang, acteur américain.
  - Robert Karlsson, golfeur suédois.
  - Jörg Müller, pilote automobile allemand.
  - Hidehiko Yoshida, judoka japonais.
  - Michael Steinbach, rameur d'aviron allemand, champion olympique.
- 1970 :  Franck Chambily, judoka français.
- 1971 : Kiran Desai, écrivaine indienne.
- 1972 :
  - Christine Boudrias, patineuse de vitesse sur piste courte québécoise.
  - Martin Straka, joueur de hockey tchèque.
  - Svetlana Baitova, gymnaste soviétique, championne olympique.
- 1973 :
  - Norihiko Hibino, musicien japonais.
  - Jennifer Paige, compositrice et chanteuse américaine.
  - Damon Stoudamire, joueur de basket-ball américain.
  - Vincent Trintignant, acteur et scénariste français.
- 1974 : Martin Gerber, joueur de hockey sur glace suisse.
- 1975 :
  - Cristobal Huet, joueur de hockey français.
  - Alexander Onischuk, grand-maître d'échecs américain.
  - Redfoo (Stefan Kendal Gordy dit), chanteur, danseur et réalisateur artistique américain du groupe LMFAO.
- 1976 :
  - Samuel Kuffour, footballeur ghanéen.
  - Vivek Oberoi, acteur indien.
- 1977 : 
  - Guillaume Long, dessinateur et scénariste suisse.
  - Cai Yalin, tireur chinois, champion olympique.
- 1978 :
  - Nichole Hiltz, actrice américaine.
  - Michal Rozsíval, joueur de hockey sur glace tchèque.
- 1979 :
  - Júlio César, footballeur brésilien.
  - Stian Eckhoff, biathlète norvégien.
  - Tomo Miličević, guitariste du groupe Thirty Seconds to Mars.
- 1980 :
  - James Hill, musicien canadien.
  - Jason McCaslin, bassiste du groupe canadien Sum 41.
- 1981 : Gautier Capuçon, violoncelliste français.
- 1982 : Sarah Burke, skieuse acrobatique canadienne († 19 janvier 2012).
- 1983 :
  - Eko Fresh, rappeur allemand d'origine turque.
  - Alexander Klaws, chanteur allemand.
- 1984 : Garrett Hedlund, acteur américain.
- 1985 : Thibault Vaneck, acteur français.
- 1986 : Shaun White, snowboardeur et skateur américain.
- 1987 : 
  - Amir D-va, chanteur, compositeur et poète iranien.
  - Modibo Maïga, footballeur malien.
  - James Neal, hockeyeur professionnel canadien.
- 1988 :
  - Jérôme Boateng, footballeur allemand au Bayern Munich.
  - Marine Debauve, gymnaste française.
- 1989 : Jang Hyun-seung, chanteur et danseur sud-coréen du groupe Beast.
- 1991 : Ewa Kuls,  lugeuse polonaise.
- 1995 : Niklas Süle, footballeur allemand au Bayern Munich.
- 1998 : Amanda Cerna, athlète handisport chilienne.

### XXIesiècle
- 2003 : Jack Dylan Grazer, acteur américain.

## Décès

### Vesiècleav. J.-C.
- 401 av. J.-C. (ou en octobre) : 
  - Cyrus le Jeune (Κῦρος / Kŷros en grec ancien, Kurach en vieux perse), prince perse achéménide et général tué lors d'une bataille ci-avant remportée contre lui par son frère aîné (° -424) ;
  - un certain Artagersès dans le camp opposé ;
  - les autres morts de cette bataille.

### XIesiècle
- 1057 : Renaud Ier, comte de Bourgogne (° v. 990).

### XIIIesiècle
- 1231 : Guillaume II, seigneur de Dampierre (° 1196).
- 1263 : Hartmann V de Kibourg, aristocrate suisse (° v. 1229).
- 1279 : Étienne Tempier / Stéphane d'Orléans, chancelier de l'École cathédrale de Paris puis évêque de Paris de 1268 à sa mort (° v. 1210).

### XIVesiècle
- 1328 : Castruccio Castracani, duc de Lucques (° 1281).

### XVesiècle
- 1402 : Jean-Galéas Visconti, duc de Milan (° 16 octobre 1351).
- 1420 : Robert Stuart, régent d'Écosse (° v. 1340).
- 1467 : Aliénor de Portugal, épouse de l'empereur Frédéric III du Saint-Empire (° 18 septembre 1364).

### XVIesiècle
- 1520 : Hippolyte Ier d'Este, cardinal italien (° 20 mars 1479).
- 1575 : Federico Commandino, humaniste et mathématicien italien (° 1509).
- 1592 : Robert Greene, homme de lettres anglais (° 11 juillet 1558).

### XVIIesiècle
- 1634 : Edward Coke, jurisconsulte anglais (° 1er février 1552).
- 1651 : Giovanni Giacomo Panciroli, prélat italien (° 1587).
- 1653 : Claude Saumaise, humaniste et philologue français (° 15 avril 1588).
- 1658 : Oliver Cromwell, Lord Protecteur d'Angleterre (° 25 avril 1599).
- 1669 : Esteban Manuel de Villegas, poète espagnol (° 5 février 1585).

### XVIIIesiècle
- 1711 : Élisabeth-Sophie Chéron, peintre française (° 3 octobre 1648).
- 1714 : Pietro Antonio Fiocco, compositeur italien (° 3 février 1654).
- 1720 : Henri de Massué, militaire et diplomate français (° 9 avril 1648).
- 1729 : Jean Hardouin, érudit français (° 1646).
- 1730 : Marie-Louise-Charlotte de Pelard de Givry de Fontaines, femme de lettres française (° 1660).
- 1732 : Pierre Baux, médecin français (° 12 août 1679).
- 1769 : Paul-Alexandre Guenet, prélat français (° 1688).
- 1792 : Marie-Louise de Savoie-Carignan, princesse de Lamballe (° 8 septembre 1749).

### XIXesiècle
- 1802 : Antoine Richepanse, militaire français (° 25 mars 1770).
- 1808 : Philip Gidley King, militaire et administrateur colonial britannique (° 23 avril 1758).
- 1852 : Johann Karl Simon Morgenstern, philologue et théoricien littéraire allemand (° 28 août 1770).
- 1857 : John McLoughlin commerçant en fourrures et un des fondateurs de l'Oregon (° 19 octobre 1784).
- 1869 : Constantin, dernier prince-souverain de Hohenzollern-Hechingen (° 16 janvier 1801).
- 1872 : 
  - Paul-Camille von Denis, ingénieur français (° 28 juin 1796).
  - Anders Sandøe Ørsted, botaniste danois (° 21 juin 1816).
- 1877 : Adolphe Thiers, avocat, journaliste, historien et homme politique français (° 15 avril 1797).
- 1883 : Ivan Tourgueniev, écrivain russe (° 9 novembre 1818).
- 1886 : Marie Louise Velotti, religieuse italienne (° 26 novembre 1826).
- 1890 : Alexandre Chatrian, écrivain français (° 18 décembre 1826).

### XXesiècle
- 1903 : Marie Louis Joseph Vauchez, militaire français tué au combat d'El-Moungar (° 25 novembre 1865).
- 1914 : Albéric Magnard, compositeur français (° 9 juin 1865).
- 1916 : 
  - Germain Cuzacq, militaire français (° 11 juillet 1886).
  - Armand du Paty de Clam, militaire français (° 21 février 1853).
- 1918 : Fanny Kaplan, militante du Parti socialiste-révolutionnaire russe (° 10 février 1880).
- 1931 : Franz Schalk, chef d'orchestre autrichien (° 27 mai 1863).
- 1932 : Pavel Morozov, jeune paysan soviétique, icône du communisme (° 14 novembre 1918).
- 1939 : Edward Westermarck, anthropologue finlandais (° 20 novembre 1862).
- 1940 : Henri Lavedan, écrivain et académicien français (° 9 avril 1859).
- 1941 : Alexandre Iline-Jenevski, joueur d'échecs russe (° 28 novembre 1894).
- 1948 : 
  - Edvard Beneš, fondateur et Président de la Tchécoslovaquie (° 28 mai 1884).
  - Mutt Carey, musicien américain (° 25 décembre 1886).
- 1950 : Traian Vuia, inventeur roumain (° 17 août 1872).
- 1951 : Serge Voronoff, chirurgien français (° 10 juillet 1866).
- 1954 : 
  - Maríka Kotopoúli, comédienne grecque (° 3 mai 1887).
  - Eugene Pallette, acteur américain (° 8 juillet 1889).
- 1962 : E. E. Cummings, poète, écrivain et peintre américain (° 14 octobre 1894).
- 1963 : Louis MacNeice, homme de lettres irlandais (° 12 septembre 1907).
- 1964 : Joseph Marx, compositeur autrichien (° 11 mai 1882).
- 1965 : 
  - André Kailao, soldat tchadien, compagnon de la Libération (° v. 1918).
  - Otto Lederer, acteur et réalisateur américain (° 17 avril 1886).
- 1966 : Cécile Sorel, comédienne française (° 17 septembre 1873).
- 1967 : 
  - James Dunn, acteur américain (° 2 novembre 1901).
  - Francis Ouimet, golfeur américain (° 8 mai 1893).
- 1968 : 
  - Joseph-Alexandre DeSève, distributeur et producteur québécois de cinéma (° 14 septembre 1896).
  - Fritz Pauli, peintre suisse (° 7 mai 1891).
- 1970 : 
  - Vince Lombardi, entraîneur de football américain (° 11 juin 1913).
  - Alan Wilson, musicien américain (° 4 juillet 1943).
- 1971 : Alphonse Neyens, homme politique luxembourgeois (° 7 janvier 1886).
- 1974 : Harry Partch, compositeur et facteur d'instruments américain (° 24 juin 1901).
- 1975 : Pierre Le Roux, linguiste français (° 27 février 1874).
- 1979 : Pierre Maheu, écrivain, cinéaste et acteur canadien (° 12 août 1939).
- 1980 : Duncan Renaldo, acteur roumain naturalisé américain (° 23 avril 1904).
- 1982 : 
  - Carlo Alberto Dalla Chiesa, militaire italien (° 27 septembre 1920).
  - Ellery Queen, écrivain américain (° 20 octobre 1905).
- 1985 : 
  - Jo Jones, musicien américain (° 7 octobre 1911).
  - Gilles Thomas (Éliane Taïeb dite), romancière française (° 7 décembre 1929).
- 1987 : Morton Feldman, compositeur américain (° 12 janvier 1926).
- 1991 : Frank Capra, cinéaste américain (° 18 mai 1897).
- 1992 : Bruno Bjelinski, compositeur croate (° 1er novembre 1909).
- 1994 : 
  - Níkos Chatzikyriákos-Ghíkas, peintre, sculpteur, graveur et écrivain grec (° 26 février 1906).
  - Billy Wright, footballeur anglais (° 6 février 1924).
- 1995 : 
  - Léo Lapara, acteur français (° 25 mai 1909).
  - Said Tazrout, journaliste algérien.
- 1996 : Veniamine Basner, compositeur russe (° 1er janvier 1925).
- 2000 : Abdul Haris Nasution, militaire indonésien (° 3 décembre 1918).

### XXIesiècle
- 2001 : 
  - Pauline Kael, critique de cinéma américaine  (° 19 juin 1919)
  - Thuy Trang, comédienne américaine (°14 décembre 1973)
- 2002 : 
  - Kenneth Hare, climatologue, géographe et enseignant universitaire canadien d'origine britannique (° 5 février 1919).
  - James Stinson, compositeur américain (° 14 septembre 1969).
- 2003 : Gérard Thibault, impresario et restaurateur canadien (° 21 avril 1917).
- 2004 : 
  - Raymond Loyer, acteur et doubleur français (° 3 décembre 1916).
  - André Stil, écrivain français membre de l'Académie Goncourt (° 1er avril 1921).
- 2005 : William Rehnquist, homme politique américain, président de la Cour suprême des États-Unis (° 1er octobre 1924).
- 2006 : 
  - Françoise Claustre (née Françoise Treinen), ethnologue et archéologue française, directrice de recherche émérite du CNRS connue comme otage plus de 1000 jours au Tchad (° 8 février 1937).
  - Jacqueline Doyen, actrice française (° 14 février 1930).
- 2007 : 
  - Juan Cabrera, footballeur argentin (° 18 juin 1952).
  - Gustavo Eberto, footballeur argentin (° 30 août 1983).
  - Gift Leremi, footballeur sud-africain (° 13 octobre 1984).
  - Jacques Pelletier, homme politique français, ancien ministre (° 1er août 1929).
  - Santiago Zubieta, footballeur espagnol (° 20 juin 1908).
- 2008
  - Françoise Demulder, photographe française (° 9 juin 1947).
  - Géo Voumard, pianiste de jazz (° 2 décembre 1920).
- 2009 : Jean-Claude Massoulier, comédien, chanteur et animateur de télévision français (° 18 juillet 1932).
- 2010 : José Augusto Torres, footballeur puis entraîneur portugais (° 8 septembre 1938).
- 2011 : 
  - Jean-Paul Bucher, cuisinier et industriel français (° 3 juin 1938).
  - Julio Casas Regueiro, militaire et homme politique cubain (° 18 février 1936).
  - Andrzej Maria Deskur, prélat polonais, cardinal créé par Jean-Paul II (° 29 février 1924).
  - Finn Helgesen, patineur de vitesse norvégien (° 25 avril 1919).
  - Sándor Képíró, policier nazi hongrois (° 18 février 1914).
- 2012 :
  - Griselda Blanco, trafiquante de drogue colombienne (° 15 février 1943).
  - Michel Cailloux, écrivain et scénariste québécois d’origine française (° 1er octobre 1931).
  - Michael Clarke Duncan, acteur américain (° 10 décembre 1957).
- 2013 : 
  - Daniel Jacoby, haut fonctionnaire québécois d'origine française (° 20 novembre 1941).
  - José Ramón Larraz, auteur de bandes dessinées espagnol (° 7 février 1929).
  - Don Meineke, basketteur américain (° 30 octobre 1930).
  - Lewis Morley, photographe britannique (° 16 juin 1925).
  - Jacqueline Risset, poétesse, traductrice et professeur d'université française (° 25 mai 1936).
  - Dick Ukeiwé, homme politique français (° 13 décembre 1928).
- 2014 : 
  - Thawan Duchanee, artiste peintre thaïlandais (° 27 septembre 1939).
  - Go Eunbi, chanteuse sud-coréenne du groupe de K-pop Ladies Code (° 23 novembre 1992).
- 2015 :
  - Judy Carne, actrice britannique (° 27 avril 1939).
  - John Noah, hockeyeur sur glace américain (° 21 novembre 1927).
  - Jean-Luc Préel, homme politique français (° 30 octobre 1940).
- 2016 :
  - Maria Isabel Barreno, femme de lettres portugaise (° 10 juillet 1939).
  - Kalthoum Bornaz, réalisatrice, scénariste et productrice de cinéma tunisienne (° 14 août 1945).
  - Miguel Ángel Bustillo, footballeur espagnol (° 9 septembre 1946).
  - Gary D. (Gerald Malke dit), producteur et disc-jockey allemand (° 5 décembre 1963).
  - Norman Kwong, canadien, joueur de foot canadien (° 24 octobre 1929).
  - Leslie H. Martinson, réalisateur américain (° 16 janvier 1915).
  - Nené, footballeur brésilien (° 1er février 1942).
  - Johnny Rebel, musicien et chanteur américain (° 25 septembre 1938).
  - Jean-Christophe Yoccoz, mathématicien français (° 29 mai 1957).
- 2017 : Walter Becker, guitariste américain (° 20 février 1950).
- 2019 :
  - Ariane Carletti, animatrice et productrice de télé française (° 4 novembre 1957).
  - Peter Lindbergh (Peter Brodbeck dit), photographe de mode, portraitiste et réalisateur allemand (° 23 novembre 1944).
  - Carol Lynley, actrice américaine (° 13 février 1942).
  - Pierre Nadeau, journaliste et animateur québécois (° 19 décembre 1936).

## Célébrations
- Pas de journée internationale répertoriée pour cette date.

### Nationales
- Australie : Flag Day ou fête du drapeau[4].
- Canada : Merchant Navy Veterans Day / journée des anciens combattants de la marine marchande[5].
- Qatar : fête nationale de l'anniversaire de l'indépendance de 1971.
- Saint-Marin : fête nationale de l'anniversaire de l'indépendance de 301.

### Religieuse
- Christianisme : station à Thamnachar (sans doute confusion avec la station de la veille) avec mémoire des prêtres Aaron, Phinées [voir Pin'has (parasha)], Éléazar et lectures de Nb. 20, 25-29 & 25, 5-13 dans le lectionnaire de Jérusalem.

### Saints des Églises chrétiennes

#### Saints catholiques et orthodoxes
Saints du jour, :
- Aigulphe († vers 675), Aigulphe de Lérins ou Aygulf ou Ayoul, abbé de Lérins et martyr.
- Ambroise de Sens (Ve siècle), évêque de Sens.
- Antoine de Liaroles († 540), Ermite dans la région d'Agen.
- Antonin du Rouergue (Ier siècle), Prêtre martyr.
- Auxence († v. 559), évêque de Milan
- Basilisse († 309), Martyre à Nicomédie en Bithynie
- Chrodegang († 775), Chrodegang de Sées, évêque de Séez, martyr.
- Euphémie, Dorothée, Thècle et Erasma (Ier siècle), Martyres à Aquilée.
- Godegrand de Séez (+ v. 775), évêque et martyr.
- Grégoire († 604), Grégoire le Grand ou Grégoire Ier, 64e pape de 590 à 604 et docteur de l'Église ; nouvelle date occidentale, fêtée le 12 mars en Orient[8], et antérieurement en Occident.
- Macanisius († v. 514), évêque en Irlande.
- Mansuy († vers 375), Mansuy de Toul ou Mansuet ou Mansuetus, premier évêque de Toul, en Lorraine.
- Phoèbe (Ier siècle), citée par Saint Paul comme diaconesse de l'église de Cenchrées (port de Corinthe).
- Remacle († vers 669), premier abbé de l'abbaye de Solignac et de Stavelot-Malmedy.
- Sandale († 855), Martyr à Cordoue.
- Séraphie († 126), Martyre.
- Vitalien (VIIe siècle), Martyr à Capoue.

#### Saints catholiques
Saints du jour :
- Angèle-Marie Littlejohn († 1995), religieuse française bienheureuse, martyre en Algérie.
- Barthélemy Gutierrez († 1632), Prêtre bienheureux et martyr.
- Bibiane Leclercq († 1995), religieuse française bienheureuse, martyre en Algérie.
- Barbara Yi Chong-hui († 1839), laïque coréenne, martyre en Corée, canonisée en 1984.
- Brigitte de Jésus Morello († 1679), religieuse italienne bienheureuse, fondatrice de congrégation.
- Ceferino Fernandez Martfnez († 1936), Religieux espagnol bienheureux, martyr de la guerre civile espagnole.
- Charles Carnus († 1792), Prêtre français bienheureux martyr lors de la Révolution française.
- Fernando De Pablos Fernandez († 1936), Religieux espagnol bienheureux, martyr de la guerre civile espagnole.
- Fernando Grund Jiménez († 1936), Prêtre espagnol bienheureux, martyr de la guerre civile espagnole.
- Guala de Brescia († 1244), dominicain, nommé évêque de Brescia, déclaré bienheureux en 1868[9].
- Jacques de La Lande († 1792), Prêtre français bienheureux martyr lors de la Révolution française.
- Jean-Baptiste Bottex († 1792), Prêtre français bienheureux martyr lors de la Révolution française.
- Jean-Henry Gruyer († 1792), Prêtre français bienheureux martyr lors de la Révolution française.
- Jean-Marie du Lau d'Allemans († 1792), Prêtre français bienheureux martyr lors de la Révolution française.
- Juan Aguilar Donis († 1936), Prêtre espagnol bienheureux, martyr de la guerre civile espagnole.
- Maria Luigia Velotti († 1886), Religieuse italienne bienheureuse, fondatrice de congrégation.
- Marie Pak Kun-agi († 1839), Laïque coréenne, martyre en Corée, canonisée en 1984.
- Marie Yi Yon-hui († 1839), Laïque coréenne, martyre en Corée, canonisée en 1984.
- Tomas Morales y Morales († 1936), Prêtre espagnol bienheureux, martyr de la guerre civile espagnole.

#### Saints orthodoxes
- Jean le Chevelu (+ 1580), ascète.
- Joannice (+ 1349), Patriarche de Serbie.
- Polydore (+ 1794), Martyr

### Prénoms du jour
Bonne fête aux Grégoire et ses variantes ou diminutifs : Greg, Grégori, Gregorio, Grégorio, Grégory, Krekor, Krikor (voir 30 septembre en Arménie) ; et leurs formes féminines : Grégoria et Grégorie.

## Traditions et superstitions

### Astrologie
- Signe du zodiaque : douzième jour du signe astrologique de la Vierge.

### Dicton
- « À la saint-Grégoire, taille la vigne pour boire. »[10]
- « Pluie du jour de Saint Grégoire, autant de vin de plus à boire. »[11]

## Toponymie
- Plusieurs voies, places, sites ou édifices de pays ou provinces francophones contiennent la date du jour dans leur nom sous diverses graphies possibles : voir Trois-Septembre.